# الرابطة الوطنية للوسطاء العقاريين
الجمعية الوطنية للوسطاء العقاريين هي رابطة تجارية أمريكية  للمشتغلين في صناعة العقارات . اعتبارًا من ديسمبر 2023 ، كان لديها أكثر من 1.5 مليون عضو،  ما يجعلها من أكبر الجمعيات التجارية في الولايات المتحدة ، تضم معاهد الجمعية الوطنية للوسطاء العقاريين والمجتمعات والمجالس، المشاركة في جميع جوانب صناعات العقارات السكنية والتجارية. تحتفظ المنظمة بعلامة تجارية أمريكية لمصطلح "Realtor".  وتعمل الجمعية الوطنية للوسطاء العقاريين أيضًا كمنظمة تنظيمية ذاتية للوساطة العقارية. يقع المقر الرئيسي للمنظمة في شيكاغو .

## نبذة

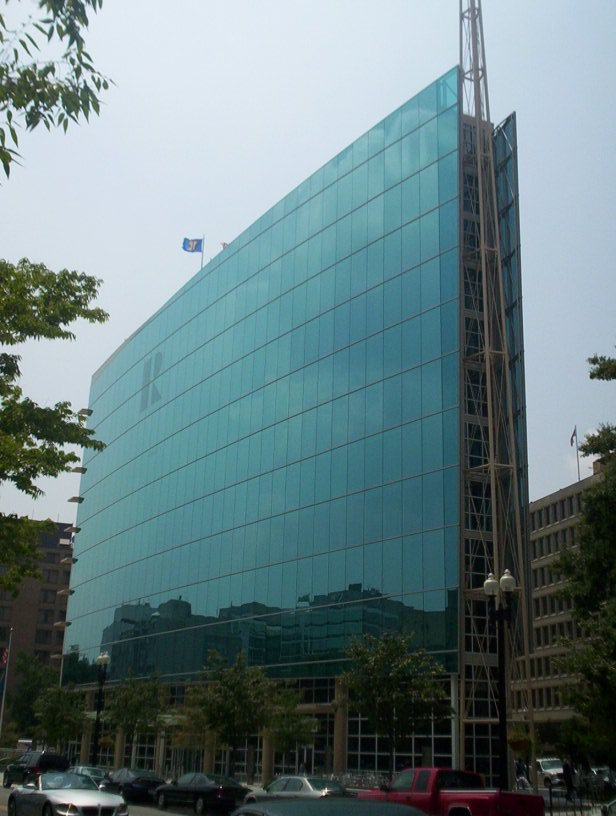
مبنى الجمعية الوطنية للوسطاء العقاريين في شارع نيوجيرسي، شمال غرب واشنطن العاصمة

تم تأسيس الجمعية الوطنية للوسطاء العقاريين في 12 مايو 1908 باعتبارها الجمعية الوطنية لبورصات العقارات في شيكاغو، إلينوي.   وفي عام 1916، تم تغيير اسمها إلى الجمعية الوطنية لمجالس العقارات.   تم اعتماد الاسم الحالي في عام 1972.  